# ワード (駆逐艦)
|          | |
| 艦歴     | |
| 発注     | |
| 起工     | 1918年5月15日 |
| 進水     | 1918年6月1日 |
| 就役     | 1918年7月24日 1941年1月15日 |
| 退役     | 1921年7月21日 |
| 除籍     | 1945年1月20日 |
| その後   | 1944年12月7日に戦没 |
| 性能諸元 | |
| 排水量   | 1,247トン |
| 全長     | 314 ft 4 in (95.81 m) |
| 全幅     | 30 ft 11 in (9.42 m) |
| 吃水     | 9 ft 10 in (3.00 m) |
| 機関     | 2缶 蒸気タービン2基 2軸推進、13,500shp                                                                                                   |
| 最大速   | 駆逐艦当時 35ノット(65 km/h) |
| 乗員     | 士官、兵員231名 |
| 兵装     | 駆逐艦当時 4インチ砲4門、3インチ砲1門、21インチ魚雷発射管12門高速輸送艦当時 3インチ砲4門、40ミリ単装機関砲2門、20ミリ単装機銃5門、LCR4隻 |

ワード (USS Ward, DD-139/APD-16) は、アメリカ海軍の駆逐艦。ウィックス級駆逐艦の1隻。艦名は南北戦争で戦死したジェームズ・H・ワード中佐にちなむ。
「ワード」は、アメリカが1941年12月7日の真珠湾攻撃による第二次世界大戦への正式に参戦する前に、太平洋側での最初の交戦において日本海軍の特殊潜航艇を撃沈した艦艇として知られる。のちに高速輸送艦に改装されてマンリー級高速輸送艦に編入されたが、レイテ島の戦いの最中に日本陸軍の特別攻撃隊「勤皇隊」の攻撃により沈没した。その日は、特殊潜航艇に最初の一撃を与えてからちょうど3年後のことであった。

## 艦歴

### 真珠湾攻撃まで
「ワード」はカリフォルニア州のメア・アイランド海軍造船所で1918年5月15日に起工し、それからわずか15日ないし17日半たった6月1日にドロシー・ホール・ワード夫人によって進水、艦長ミルトン・S・デイヴィス中佐の指揮下1918年7月24日に就役する。建造日数は70日であった。
竣工後、「ワード」は訓練ののち1918年12月2日に西海岸を離れて大西洋側に回航され、その途中で第18駆逐群の旗艦となってグアンタナモ湾における冬季の定例演習に参加する。第一次世界大戦後、アメリカでは大西洋横断飛行が計画され、「ワード」の支援艦艇の1隻として横断飛行に関わることとなった。1919年5月15日、ニューファンドランド島トレパッシーから3機のカーチス NC、NC-1、NC-3およびNC-4がアゾレス諸島への飛翔を開始。ワードはニューファンドランド島から数えて6番目の洋上目標として横断飛行を支援した。支援を終えたあとは再び太平洋方面に移動することとなり、パナマ運河を西進してカリフォルニア州、オレゴン州およびワシントン州の港町を歴訪。1919年9月13日にはシアトルでウッドロウ・ウィルソン大統領の巡閲を受けた。巡閲のあとはサンディエゴに戻り、1919年の残りの期間と1920年を同地で過ごした。その間の1920年7月17日にハルナンバーが制定され、「ワード」には DD-139 の番号が割り当てられた。その後は1921年春まで第18駆逐群の僚艦とともにサンディエゴに係留され、1921年7月21日に退役して保管されることとなった。
1930年代に入ってナチス・ドイツ、イタリア、日本のいわゆる枢軸国の台頭が目立ち、これに対抗する形で海軍は退役していた艦艇の再就役を計画し、「ワード」もこれに関連して再就役することとなった。これら再就役艦艇は、1939年9月の第二次世界大戦勃発後は中立パトロールの名のもとで行われた哨戒行動に駆り出された。1941年1月15日、「ワード」はサンディエゴの駆逐部隊基地で艦長ハンター・ウッド・ジュニア少佐の指揮下で再就役する。しかし、「ワード」は大西洋には回されず、2月28日にサンディエゴを出て真珠湾に向かった。3月9日に真珠湾に到着後は3月14日付で現地の第80駆逐群に合流し、ベテランの駆逐艦「アレン」 (USS Allen, DD-66) とともに湾口の警戒任務に従事した。日米間の緊張が高まると「シューレイ」 (USS Schley, DD-103) と「チュー」 (USS Chew, DD-106) 、沿岸警備隊の艦船などが追加配備され、湾口の警戒は一層厳重になった。

### 最初の攻撃
新任の太平洋艦隊司令長官ハズバンド・キンメル大将は従前どおりハワイ周辺のパトロールを指令したが、それに加えて水中からの不意打ち、すなわち素性不明の潜水艦に特に警戒をするように指令を発した。依然としてこの任務にあたっていたワードの乗組員はそのほとんどが予備役から編成されてはいたものの、彼らは5000メートル先の標的に命中させることができるほどの射撃の技量は維持しており、任務自体も1年を超えて継続して一定の習熟度には達していた。12月6日、「ワード」には新しい艦長が就任した。前任のウッド少佐から艦長職を引き継いだウィリアム・W・アウターブリッジ大尉に指揮されたワードは、その日の夕方から担当の哨戒任務のため真珠湾を出て湾口に向かった。12月7日午前6時40分、「ワード」はアメリカ領海内、真珠湾周辺にある航行制限区域同区域において特殊潜航艇甲標的を発見し、砲撃および爆雷攻撃を行った。これは日本海軍の空爆開始の少なくとも45分以上前になされた。「ワード」は4インチ砲が命中し、その後海上に重油のようなものが流出したのを視認したため標的を撃沈したものと判断した。攻撃後もオアフ島沿岸で哨戒を続けた。8時ごろに湾口に接近すると真珠湾の方角から煙が立ち上っているのが確認され、また日本機からの機銃掃射を受けた。「ワード」が与えた一撃は結果的に日本側による真珠湾攻撃に先んじて行われ、太平洋戦争におけるアメリカ側の最初の戦闘行為として記録された。

### 高速輸送艦
ファラガット級駆逐艦の竣工以降、アメリカ海軍は大量に保有していたウィックス級をはじめとする従来型の駆逐艦を順次除籍したり、他の艦種に移すなどの作業を行っていた。艦種変更の作業は大戦参戦後も続き、「ワード」はピュージェット・サウンド海軍造船所に回航されて高速輸送艦への改装工事を受けた。従来装備の4インチ砲と50口径機銃は時代遅れで撤去され、代わりに3インチ砲と40ミリ機関砲、20ミリ機銃が装備された。また魚雷発射管もすべて撤去、上陸用揚陸艇（LCR）4隻がその跡に搭載された。「ワード」は1943年2月6日に APD-16 として再就役し、南太平洋の戦線に赴いた。
南太平洋に到着した「ワード」はエスピリトゥサント島を拠点に、ガダルカナル島向けの護衛と輸送に任じる。1943年4月7日、「ワード」はツラギ島停泊中に「い号作戦」による日本機の空襲を受け、ただちに湾外に出て日本機2機を撃墜する。空襲により駆逐艦「アーロン・ワード」と給油艦「カナワ」 (USS Kanawha, AO-1) が沈没したが、それ以上の深刻な被害はなかった。6月には16日にガダルカナル島沖で空襲に遭ったものの撃退する。しかし、その一週間後の6月23日、船団護衛中に日本の「呂号第一〇三潜水艦（呂103）」の攻撃を受け、貨物輸送艦「アルドラ」と「ダイモス」が沈没する被害を受けた。12月に入り、「ワード」はダグラス・マッカーサー陸軍大将率いる南西太平洋軍に入り、第76任務部隊の一艦として12月17日にミルン湾に到着。ニューブリテン島およびニューギニアへの攻撃に参加し、12月26日からのグロスター岬の戦い、1944年1月下旬のグリーン諸島の戦いおよび3月下旬のエミラウ島の無血占領とラバウル包囲に関わる作戦に参加した。戦線がニューギニア北部要地に移ったあとも4月からのホーランジアの戦い、5月下旬からのビアク島の戦い、7月からのアイタペの戦いおよびサンサポールの戦いおよび9月のモロタイ島の戦いと、マッカーサー大将のフィリピンへの帰還を果たすための戦いを一貫して支援し続ける。10月に入り、フィリピン奪還作戦が本格化。ワードは10月17日にフィリピン東部ディナガット島攻略戦に参加する。レイテ沖海戦後はレイテ湾と後方基地のコッソル水道やホーランジアとの間で増援部隊の護衛に任じた。

### 最期

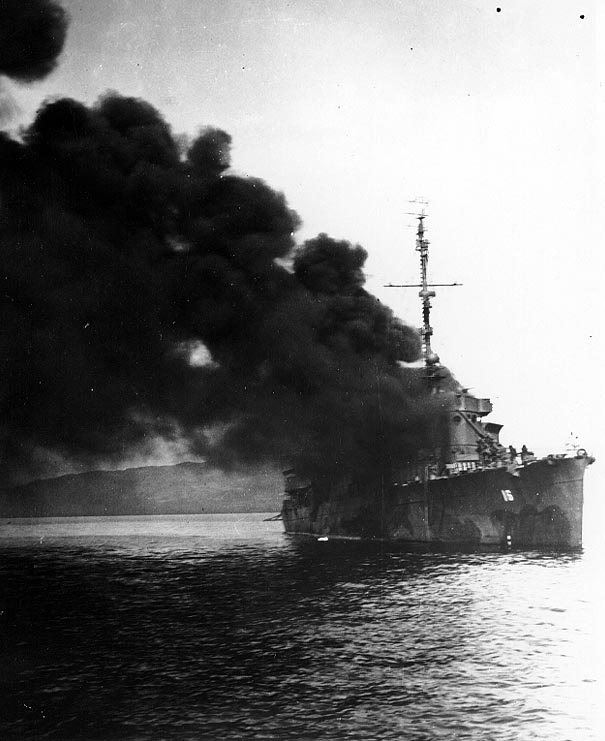
炎上するワード（1944年12月7日）

レイテ島の戦いは12月に入っても依然として激戦が続いていたが、続く作戦のスケジュールの関係上、レイテ湾の反対側にあたるオルモック湾に新手の陸上部隊を上陸させて日本軍を挟み撃ちにし、レイテでの戦闘を早く終わらせようとする段階に入った。オルモックに第77歩兵師団を上陸作戦は11月中には準備が終わり、12月7日から8日にかけて上陸作戦が行われたが、上陸そのものは日本軍の反撃を喰らうこともなく終わった。
「ワード」は他の艦艇とともに12月6日午後にレイテ湾を出撃し、12月7日6時30分にオルモック沖に到達。大した抵抗を受けないままLCRを降ろして部隊をオルモックに上陸させた。部隊を上陸させたあと、ワードは8時25分ごろからレイテ島とポンソン島の間の海域に出て哨戒を開始した。間もなく4000メートルから5000メートルの高度でレイテ島の北方からオルモック湾に進入してくる日本機を発見。ただちに回避行動に移ったが、駆逐艦「マハン」が別の方角から侵入してきた日本機3機の命中を受け、艦は炎上して弾薬庫に引火したことでもはや「マハン」を救う手だては失われた。「マハン」は僚艦「ウォーク」によって処分された。このころまでにはオルモック湾上空には味方の戦闘機が掩護に飛来し、「ワード」も盛んに対空砲火を撃って日本機から逃れようと懸命であった。「マハン」への特攻機突入と相前後して、3機の日本機が「ワード」を目標に突入してきた。陸軍特別攻撃隊「勤皇隊」の二式複座戦闘機「屠龍」であった。そのうち1機は被弾して炎上していたものの屈せず、「ワード」の陸上部隊居住区とボイラー室付近に命中した。続く日本機は「ワード」の前甲板めがけて突入してきたが、機銃掃射を加えただけで撃墜された。1機しか命中しなかったが、これだけで「ワード」に致命傷を与える結果となった。「ワード」は艦の中央部から炎上し始め、間もなく行動不能に陥った。放水のほか即席の開口部を設けることで煙を逃すための努力も行われたが、あまり意味をなさなかった。上陸作戦に参加した搭載LCRが舞い戻って消火活動に加わったものの、火の勢いには抗しきれなかった。10時15分、駆逐艦「オブライエン」 (USS O'Brien, DD-725) と掃海艇、「サウンター」 (USS Saunter, AM-295) 、「スカウト」 (USS Scout, AM-296) が「ワード」に接近し、「サウンター」と「スカウト」は海上に飛び込んだ「ワード」の乗組員を救助して回った。艦の状況の送信も他の艦艇を介して行われた。
「ワード」艦長R・E・パーウェル大尉は、もはや消火が困難になったと判断した時には艦を放棄することを決定した。「ワード」への最後の支援と最終判断後の処分は「オブライエン」が行うこととなったが、「オブライエン」の艦長は何の因果か、3年前の同じ日に「ワード」の艦長として特殊潜航艇を撃沈したアウターブリッジ少佐であった。「オブライエン」は何とかして鎮火させようと手段を尽くしたが弾薬と燃料に引火して手が付けられなくなった。「ワード」の乗組員は火傷による負傷者はいたものの戦死者はおらず、高い士気と義務感からか「ワード」を去ることを好まなかった。しかしながら、輸送船団がオルモック湾から撤収するに伴い、「ワード」の処分が決定した。アウターブリッジ少佐は処分命令に少しためらいがあったものの、やがて「オブライエン」からの砲弾が「ワード」に命中し、11時30分に沈没した。「ワード」は1945年1月20日に除籍された。
「ワード」は第二次世界大戦の功績で駆逐艦時代に1個、高速輸送艦時代に8個の計9個の従軍星章を受章した。

## トラ・トラ・トラ!
1970年の映画『トラ・トラ・トラ!』でも「ワード」による特殊潜航艇撃沈のシーンは再現されており、護衛駆逐艦「フィンチ」 (USS Finch, DE-328) が「ワード」の役を務めている。「フィンチ」は撮影に際して艦首の艦番号を「139」に書き換え、1969年3月7日に当該シーンが撮影された。

## 発見
2017年12月、レイテ沖海戦で沈没した艦艇の調査を行っていたポール・アレン率いる調査チームが「ワード」の残骸を発見したと発表した。